# Мішель Сулейман
Мішель Сулейман, також зустрічається французький варіант Слейман (фр. Michel Sleiman, араб. ميشال سليمان; нар. 21 листопада 1948, Амшит, Ліван) — ліванський державний та військовий діяч, генерал, президент Лівану від 25 травня 2008 до 25 травня 2014 року.

## Освіта
1980 року закінчив Ліванський університет з дипломом ліценціата політичних та адміністративних наук. Проходив військову підготовку в Бельгії (1971), Франції (1981) та США (1995). Володіє арабською, англійською та французькою мовами.

## Військова кар'єра
1970 року закінчив військову академію, здобувши звання другого лейтенанта. На початку 1990-их років командував піхотною бригадою, що брала участь у запеклих військових зіткненнях з ізраїльською армією в Південному Лівані. Від 1998 року, після обрання президентом країни Еміля Лахуда, обіймав посаду головнокомандувача ліванської армії.

## Президентство
25 травня 2008 року Мішеля Сулеймана обрали президентом Лівану відповідно до угоди між найбільшими політичними партіями Лівану в межах вирішення політичної кризи, що виникла після завершення 23 листопада 2007 року президентських повноважень Еміля Лахуда. За обрання Мішеля Сулеймана проголосували понад 90 % парламентарів. Термін його повноважень сплив 25 травня 2014 року, після чого тимчасове виконання обов'язків президента країни було покладено на Таммама Салама.

## Нагороди

### Нагороди Лівану
- Орден «За заслуги» особливого класу (2008 рік)
- Орден «За заслуги» 1 класу (1998 рік)
- Орден «За заслуги» 2 класу (1993 рік)
- Орден «За заслуги» 3 класу (1985 рік)
- Велика стрічка Національного ордену Кедра (1999 рік)
- Кавалер Національного ордену Кедра (1993 рік)
- Медаль війни (1992 рік)
- Медаль Національної єдності (1993 рік)
- Медаль Південного світанку (1993 рік)
- Бронзова медаль «За військові заслуги» (1994 рік)
- Медаль національної безпеки (2001 рік)
- Медаль державної безпеки (2001 рік)
- Медаль загальної безпеки (2001 рік)
- Військова медаль (2003 рік)

### Іноземні нагороди
- Ланцюг ордену Короля Абдель Азіза (Саудівська Аравія, 2008 рік)
- Великий хрест на ланцюзі ордену «За заслуги перед Італійською Республікою» (Італія, 2008 рік)
- Ланцюг ордену Мубарака Великого (Кувейт, 2009 рік)
- Ланцюг ордену Khalifite (Бахрейн, 2009 рік)
- Ланцюг ордену Зайєда (ОАЕ, 2009 рік)
- Ланцюг Військового ордену Оману (Оман, 2009 рік)
- Великий хрест ордену Почесного легіону (Франція, 2009 рік)
- Ланцюг ордену Зірки Румунії (Румунія, 2009 рік)
- Ланцюг ордену Ізабелли католички (Іспанія, 2009 рік)
- Ланцюг ордену pro Merito Melitensi (Мальтійський орден, 2009 рік)
- Велика ланцюг ордену Макаріоса III (Кіпр, 2010 рік)
- Велика ланцюг ордену Південного Хреста (Бразилія, 2010 рік)
- Великий хрест ордену «За заслуги» (Сирія, 2006 год)
- Орден князя Ярослава Мудрого IV ступеня (Україна, 2002 рік)
- Медаль «За зміцнення бойової співдружності» (Міністерство оборони Росії, 2007 рік)
- інші медалі

### Почесні наукові ступені
Почесний доктор Московського державного інституту міжнародних відносин (Університету) МЗС Росії (Росія, 2010 рік)

## Сім'я
- Дружина — Вафаа Сулейман. Подружжя має трьох дітей:
  - Рита — лікар-дантист, одружена з інженером Віссамою Баруді, мають трьох дітей.
  - Лара — інженер-архітектор, одружена з інженером Набілем Наватом, мають одну дитину.
  - Шарбель — студент-медик.